# The Rudiments of English Grammar
The Rudiments of English Grammar, publié en 1761 est un ouvrage de grammaire anglaise rédigé par le polymathe britannique Joseph Priestley.

## Présentation
Alors qu'il est ministre du culte d'une congrégation à Nantwich, dans le Cheshire, Priestley fonde une école. Considérant que tout étudiant doit avoir une bonne maîtrise de l'anglais et de sa grammaire avant d'entreprendre l'étude d'autres langues et consterné par la qualité des manuels disponibles, Priestley écrit son propre ouvrage : The Rudiments of English Grammar (1761) Le livre a un énorme succès, au point qu'il est ensuite réédité pendant plus de cinquante ans. Son humour a sans doute contribué à sa popularité. Par exemple, Priestley illustre le « couplet » par cette rime :
Beneath this stone my wife doth lie:

She's now at rest, and so am I. ,
Priestley y cite également les plus fameux auteurs anglais, encourageant la classe moyenne à associer lecture et plaisir, lecture qui, Pristley l'espère, influencera sa moralité. Ses innovations dans l'enseignement et la description de la grammaire, en particulier ses efforts pour la dissocier de la grammaire latine, rendent son texte révolutionnaire et conduisent les chercheurs du XXe siècle à le décrire comme l'« un des plus grands grammairiens de son époque » Les Rudiments influencent tous les principaux grammairiens britanniques de la fin du XVIIe siècle : Robert Lowth, James Harris, John Horne Tooke mais aussi l'américain Noah Webster. Le succès retentissant de l'ouvrage vaut à Priestley de se voir offrir une place de professeur à la Warrington Academy en 1761.